# Усачёв, Анатолий Андреевич
Анатолий Андреевич Усачёв (1914, Оренбург — 1999, Москва) — советский и российский архитектор и художник.

## Биография

Памятник Николаю Некрасову

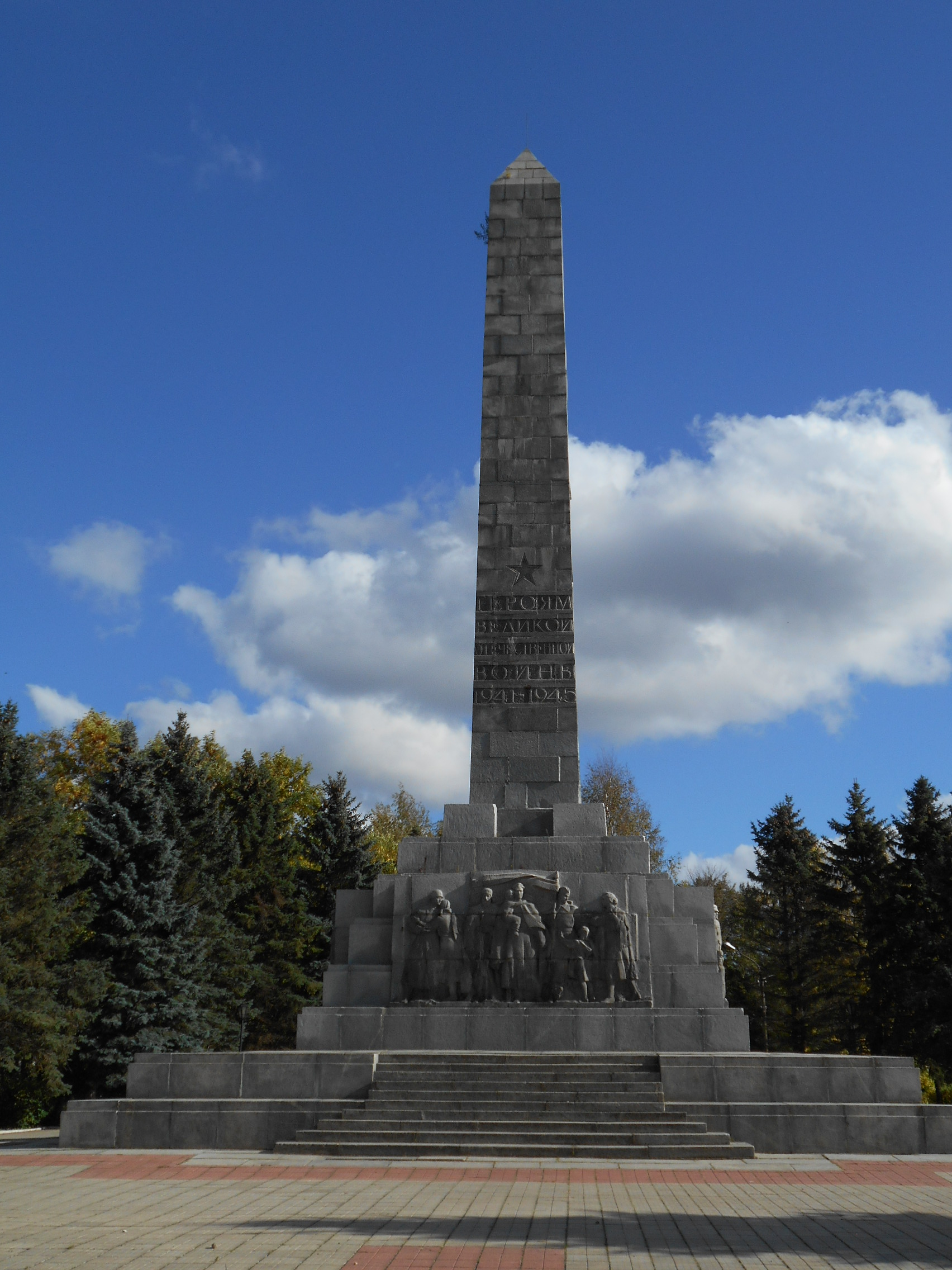
Обелиск освободителям Ржева

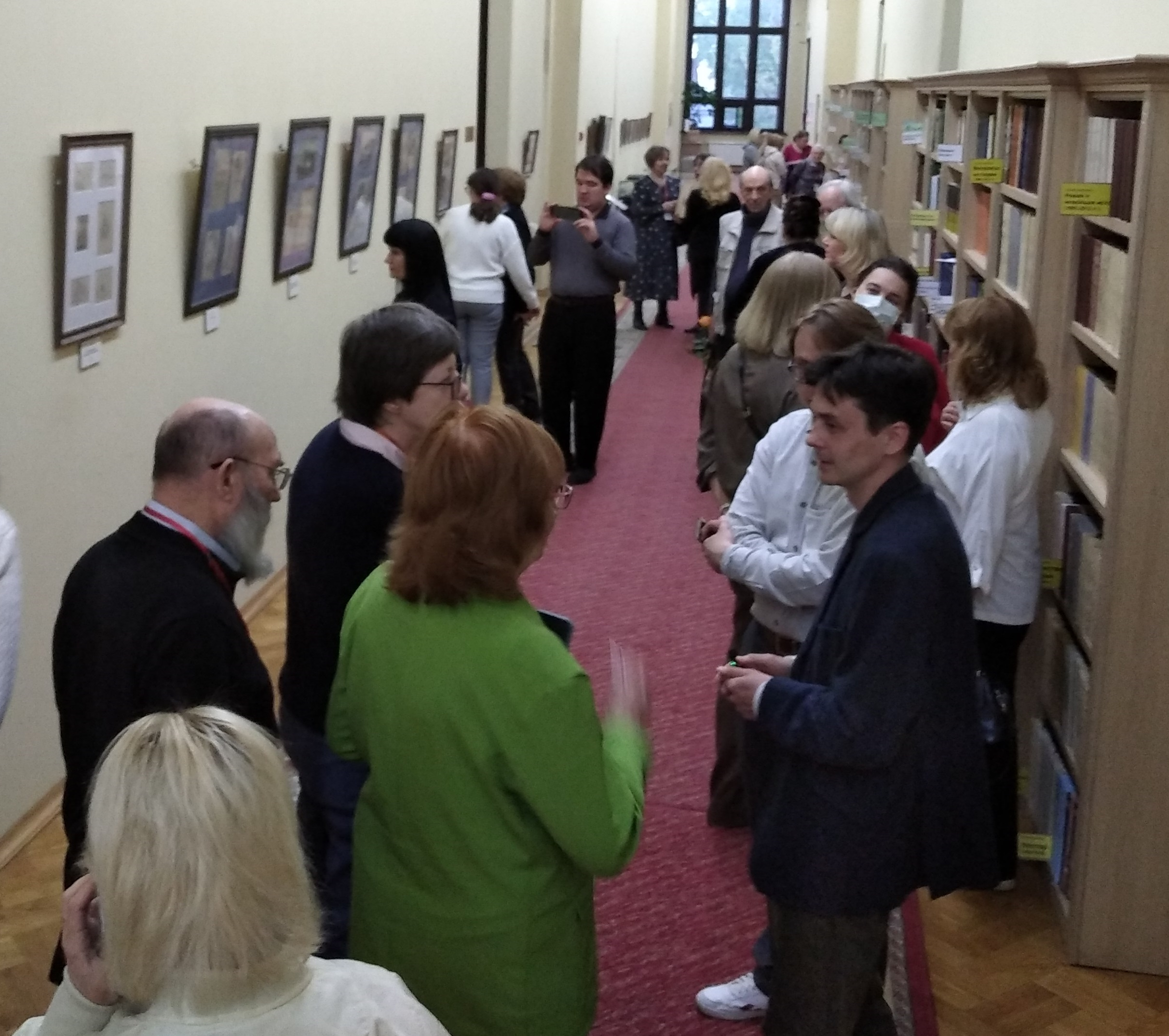
Выставка А. А. Усачёва в ГПИБ. 2025 год.

Анатолий Усачёв родился 23 апреля 1914 года в Оренбурге. Его отец был рабочим-слесарем, машинистом, а мать — домохозяйкой. Окончив 8 классов средней школы в Оренбурге, в 1930 году поступил в школу юных натуралистов в Москве. Проучившись там полгода, в связи с реорганизацией школы, был переведён в Московский гидро-метеорологический техникум, который окончил в 1934 году по отделению гидрологии. В связи с отличным окончанием техникума, был направлен на учёбу в вуз. Анатолий Усачёв хорошо рисовал, и поэтому решил поступить в Московский архитектурный институт на факультет жилых и общественных сооружений. В 1940 году окончил институт со званием архитектора, защитив на отлично дипломный проект (руководитель Н. В. Марковников).
С апреля по октябрь 1940 года работал в Сельхозстройпроекте. С начала 1941 года работал инспектором по скульптуре в Управление изоискусств Комитета по делам искусств СССР.
После начала Великой Отечественной войны был призван в Красную армию. Служил в сапёрном батальоне, прошёл боевой путь от Москвы до Берлина, участвовал в освобождении Польши, Австрии, Чехословакии. Находясь на фронте, выполнил ряд рисунков.
В 1945 году вступил в КПСС и стал работать в Военпроекте. Был автором проектов загородных дач маршалов И. С. Конева, М. П. Воробьёва, А. М. Василевского. Член Союза архитекторов СССР с 1947 года. В 1947—1950 годах учился в аспирантуре Академии архитектуры СССР. Работал главным архитектором проекта во 2-й мастерской института Моспроект под руководством М. И. Синявского. Участвовал в разработке проекта планировки и застройки магистрали «Солянка—ЗИЛ». С 1955 года работал по договорам с Министерством культуры СССР. В соавторстве с женой, архитектором Т. Л. Шульгиной, а также другими архитекторами и скульпторами занималась архитектурным оформлением памятников, надгробий и мемориальных досок. Занимался проектированием и строительством общественных сооружений в Москве.
После выхода на пенсию в 1975 году продолжил заниматься творчеством. Работал в гравюре, резьбе по дереву, архитектурных проектах, живописи. Имел персональные выставки.
Умер в 1999 году в Москве. Похоронен Новодевичьем кладбище (новая территория, колумбарий, 131 секция) рядом с женой и её отцом, композитором Л. В. Шульгиным.

## Работы

### Памятники
- Памятник-бюст дважды Герою Советского Союза В. Н. Леонову в Зарайске (1950; совместно со скульптором С. Е. Зеленским)[10]
- Кенотаф художника А. Г. Венецианова в деревне Венецианово Тверской области (1952)[11]
- Памятник Николаю Некрасову в Москве (1960; совместно со скульптором И. М. Чайковым)[12]
- Памятник «Борцам за власть Советов на Дальнем Востоке» во Владивостоке (1961; совместно со скульптором А. И. Тенетой и архитектором Т. Л. Шульгиной)[13]
- Обелиск освободителям Ржева (1963; совместно со скульпторами В. И. Мухиным, В. Х. Федченко, И. М. Чумаком и архитектором Т. Л. Шульгиной)[14]
- Памятник Фридриху Энгельсу в Москве (1976; совместно со скульптором И. И. Козловскии и архитектором А. А. Заварзиным)[15]

### Мемориальные доски
- Мемориальная доска в память о размещении госпиталя для раненых воинов Советской армии (1966; Москва, Новая Басманная ул., дом 26, стр. 1)[16]
- Мемориальная доска в память о размещении госпиталя для раненых воинов Советской армии (1966; Москва, Большая Сухаревская пл., дом 3, стр. 1)[16]
- Мемориальная доска в память о создании реактивных миномётов — «Катюш» в годы Великой Отечественной войны (19661; совместно со скульптором М. Т. Минаевым; Москва, Энтузиастов 2-я ул., дом 5)[16]
- Мемориальная доска в память о размещении госпиталя для раненых воинов Советской армии (1967; Москва, Ленинский просп., дом 8, корп. 10)[16]
- Мемориальная доска в память о размещении госпиталя для раненых воинов Советской армии (1967; Москва, Боткинский 2-й пр., дом 5, корп. 1)[16]
- Мемориальная доска в память о размещении госпиталя для раненых воинов Советской армии (1967; Москва, Большая Черкизовская ул., дом 12, стр. 1)[16]
- Мемориальная доска в память о размещении госпиталя для раненых воинов Советской армии (1967; Москва, Яузская аллея, дом 2, стр. 2)[16]
- Мемориальная доска в память о размещении госпиталя для раненых воинов в 1941―1945 годах (1967; Москва, ул. Матросская Тишина, дом 20, стр. 4)[16]
- Мемориальная доска биологу И. И. Иванову (1970; совместно со скульптором Н. Н. Шмидтом; Москва, ул. Кузьминки Старые, дом 15, стр. 2)[16]
- Мемориальная доска М. И. Ульяновой (1969; Москва, Тверская ул., дом 18, корп. 1)[16]
- Мемориальная доска К. Е. Ворошилову (1971; совместно со скульптором А. Е. Елецким; Москва, Романов пер., дом 3, стр. 7)[16]
- Мемориальная доска физикохимику В. А. Каргину (1972; совместно со скульптором Н. Н. Шмидтом; Москва, ул. Воронцово Поле, дом 10, стр. 1)[16]
- Мемориальная доска физикохимику С. С. Медведеву (1975; совместно со скульптором Н. Н. Шмидтом; Москва, ул. Воронцово Поле, дом 10, стр. 1)[16]

### Надгробия
- Надгробие А. Н. Вольского на Новодевичьем кладбище (совместно со скульптором И. А. Тенетой)[17]
- Надгробие М. Д. Михайлова на Новодевичьем кладбище (совместно со скульптором А. Е. Елецким)[17]
- Надгробие И. М. Москвина на Новодевичьем кладбище (совместно со скульптором В. Е. Цигалём)[17]
- Надгробие Е. В. Рябовой на Новодевичьем кладбище (совместно со скульптором А. Е. Елецким)[17]
- Надгробие Б. С. Сотскова на Новодевичьем кладбище[17]
- Надгробие Ю. Ф. Файера на Новодевичьем кладбище[17]
- Надгробие Л. В. Шульгина на Новодевичьем кладбище (совместно со скульптором И. И. Козловским)[17]

## Награды
- орден Красной Звезды[18]
- медаль «За оборону Москвы»[18]
- медаль «За боевые заслуги»[18]
- медаль «За оборону Сталинграда»[18]
- медаль «За взятие Берлина»[18]
- медаль «За освобождение Праги»[18]
- медаль «За победу над Германией в Великой Отечественной войне 1941—1945 гг.»[18]

## Память
В 2016 году в Доме русского зарубежья имени Александра Солженицына состоялась выставка живописи А. А. Усачева и его внука Ф. Д. Усачева. В 2025 году в Государственной публичной исторической библиотеке была открыта выставка живописи и графики А. А. Усачёва.

## Семья
- Жена — Татьяна Львовна Шульгина (1915—2007) — архитектор, заслуженный работник культуры РСФСР[8]
  - Сын — Дмитрий Анатольевич Усачёв (род. 1944) — палеонтолог[19][20]
    - Внук — Фёдор Дмитриевич Усачёв (род. 1989) — художник, педагог и иллюстратор[6][8]